# Sankta Anna Underjordskyrka

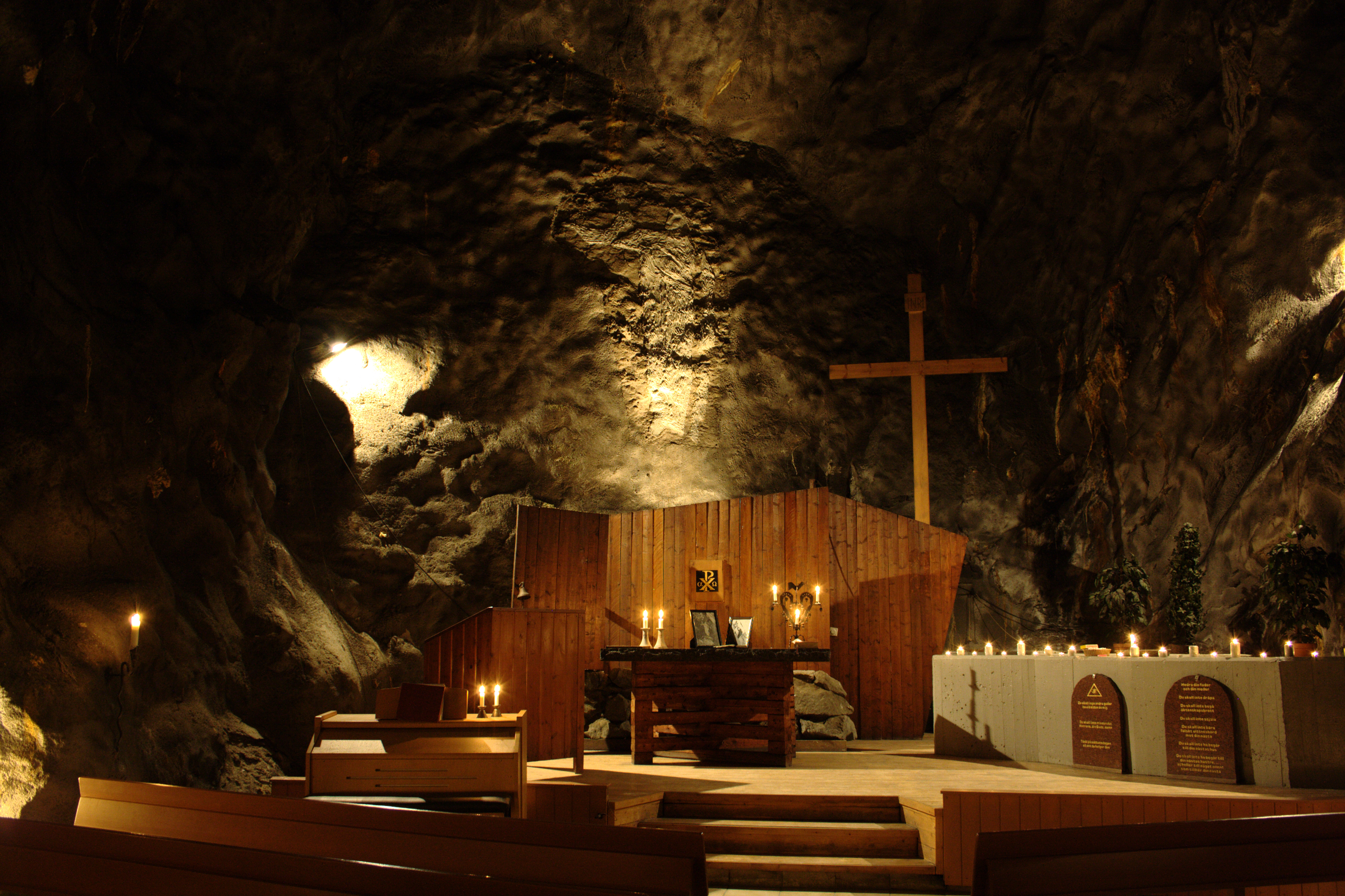
Altaret i underjordskyrkan

Sankta Anna Underjordskyrka är ett underjordiskt kyrkorum beläget på 90 meters djup i Kristineberg, Lycksele församling, från 1990. Det är en av flera underjordiska kyrkor i världen, t.ex. finns en i Polen. Kyrkan är ekumenisk.
Kyrkans historia började den 29 november 1946 då efter en gruvsprängning en ljus Kristusliknande bild, två meter lång, uppenbarades i bergväggen för gruvarbetaren Albert Jönsson. Sprängningen hade utförts dagen dessförinnan av Johan Olofsson, och platsen var brytningsrummet nummer 6 i A-malmen, 107,6 meter under jord. Kristusbilden som mötte Albert Jönsson var silverfärgad och påminde om sericitkvartsit. Även andra personer som arbetade i gruvan såg bilden, varför gruvfogden slutligen tillkallade en fotograf för att dokumentera händelsen. 
Bilden fotograferades, spreds med berättelsen i tidningar, och människor från hela världen vallfärdade till gruvan för att se den. Att ta sig dit medförde besvär, eftersom besökare fick ta sig ner till 120 meters djup och därefter klättra upp till platsen på en stege, men detta bekom inte besökarna som anlände i massor. Med tiden mörknade dock bilden bort och gruvan blev fylld av grus, varmed tillströmningen av besökare avtog. Kristusbilden var emellertid förevigad genom fotografier, och en reproduktion av denna är altartavla i Björksele kyrka. 
1985 påbörjades uppförandet av en kyrka i gruvan, nära den plats bilden visades, och en kopia av Kristusbilden har målats dit på väggen. Kyrkan är uppkallad efter sankta Anna, som är skyddshelgon för gruvarbetare. Invigningen skedde 1990. Förutom gudstjänster, vigslar och dop, sker visningar av kyrkan året runt. Verksamheten bedrivs av Kristinebergs Fritid ekonomisk förening.
I Kristineberg inträffade en likartad händelse 1968, då en föreståndare för Konsum såg en Kristusliknande bild på en marmorplatta från hans affär efter en restauration. Denna marmorplatta förvaras numera i underjordskyrkan. Enligt lokala legender skall jorden gå under efter att Kristus visat sig en tredje gång, denna gång på toppen av berget Viterliden som byn ligger på foten till.

## Inventarier
- En elorgel med två manualer och pedal.

### Fotnoter
1. 1 2  Svenska kyrkan, Sankta Anna underjordskyrka, sidan läst 21 mars 2013